# Roissybus
Roissybus is de handelsnaam van de Parijse buslijn 352, gëxploiteerd door de RATP. Deze lijn verbindt het metrostation Opéra met de Luchthaven Parijs-Charles de Gaulle (in de volksmond Roissy, naar de nabijgelegen plaats Roissy-en-France). Deze lijn kent een speciaal tariefsysteem, reizigers hebben een speciaal ticket nodig (€ 10,00 per 1 juli 2011), tenzij men over een abonnement beschikt dat geldig is in de Passe Navigo zones 1 tot en met 5.

## Geschiedenis
De Roissybus werd op 1 december 1992 ingesteld op de route Opéra - Roissy-Charles de Gaulle. De lijn werd toen bereden door bussen van het type Renault PR 180. In 2000 werden deze bussen vervangen door bussen van het type Irisbus Agora L. Sinds 16 oktober 2009 wordt de lijn bereden door bussen van het type MAN Lion's City GL.

## Haltes
|   |  |   |   |  | Haltes                              | Zone | Plaatsen                             | Overstapmogelijkheden |
| - |  | - | - |  | ----------------------------------- | ---- | ------------------------------------ | --------------------- |
|   |  | o |   |  | Opéra Métro                         | 1    | Parijs                               | (station Auber)       |
|   |  |   |   |  |                                     |      |                                      |                       |
| ⇃ |  |   | o |  | Terminal 1 (Uitgang 30 Aankomsthal) | 5    | Luchthaven Roissy Mauregard          |                       |
|   |  |   |   |  |                                     |      |                                      |                       |
|   |  | o |   |  | Terminal 1                          | 5    | Luchthaven Roissy Mauregard          |                       |
|   |  | o |   |  | Terminal 2A                         | 5    | Luchthaven Roissy Tremblay-en-France |                       |
|   |  |   |   |  |                                     |      |                                      |                       |
| ⇃ |  |   | o |  | Terminal 2AC (Deur 9)               | 5    | Luchthaven Roissy Tremblay-en-France |                       |
|   |  |   |   |  |                                     |      |                                      |                       |
|   |  | o |   |  | Terminal 2C                         | 5    | Luchthaven Roissy Tremblay-en-France |                       |
|   |  | o |   |  | Terminal 2E                         | 5    | Luchthaven Roissy Le Mesnil-Amelot   |                       |
|   |  |   |   |  |                                     |      |                                      |                       |
| ⇃ |  |   | o |  | Terminal 2EF                        | 5    | Luchthaven Roissy Le Mesnil-Amelot   |                       |
|   |  |   |   |  |                                     |      |                                      |                       |
|   |  | o |   |  | Terminal 2F                         | 5    | Luchthaven Roissy Le Mesnil-Amelot   |                       |
|   |  | o |   |  | Terminal 2D                         | 5    | Luchthaven Roissy Tremblay-en-France |                       |
|   |  |   |   |  |                                     |      |                                      |                       |
| ⇃ |  |   | o |  | Terminal 2BD (Deur 11)              | 5    | Luchthaven Roissy Tremblay-en-France |                       |
|   |  |   |   |  |                                     |      |                                      |                       |
|   |  | o |   |  | Terminal 2B                         | 5    | Luchthaven Roissy Tremblay-en-France |                       |
|   |  | o |   |  | Terminal 3 - Roissypôle             | 5    | Luchthaven Roissy Tremblay-en-France | CDGVAL                |

## Exploitatie
De lijn wordt bereden door bussen van het type MAN Lion's City GL, met een lengte van 18,75 meter. De reisduur tussen Opéra en het vliegveld is ongeveer 60 minuten. Overdag rijdt er elk kwartier een bus, 's avonds rijdt er elke 20 tot 30 minuten een bus.